# 枣营站
枣营站是一个位于中国北京市朝阳区麦子店街道朝阳公园西门，属于北京地铁14号线的地铁车站。车站主体结构2012年10月封顶。2014年12月28日随14号线东段开通一同投入使用。

## 位置
枣营站位于东三环外，朝阳公园西侧，朝阳公园路（南北向）与亮马河交叉处北侧，呈南北走向。枣营站南北两个区间均穿越朝阳公园内的湖泊，车站以北往东风北桥站的区间穿越朝阳公园北湖，而以南往朝阳公园站的区间则穿越朝阳公园南湖，四条隧道的穿湖施工为北京地铁首次不截流盾构穿越湖泊。

## 结构

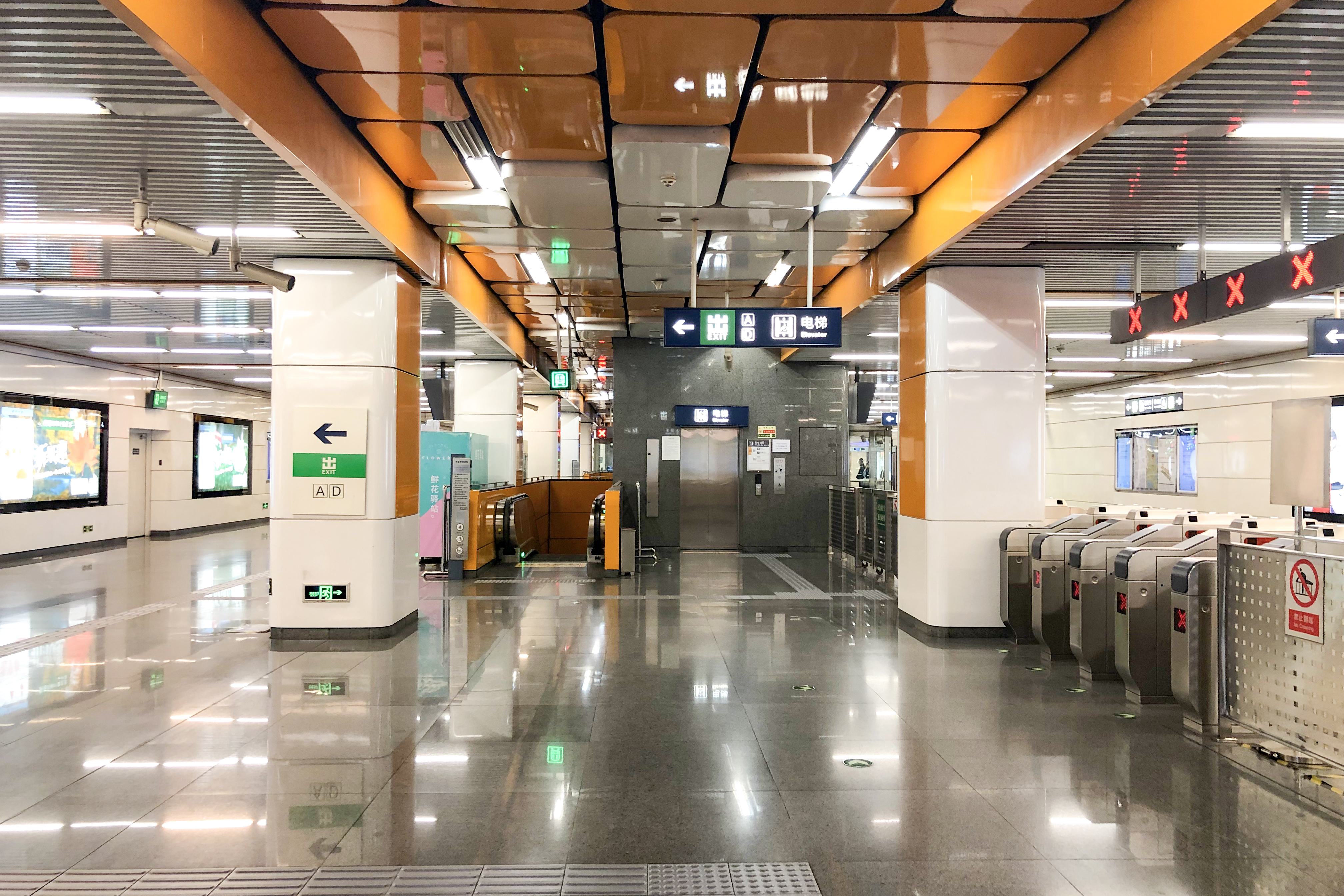
站厅

枣营站为地下二层车站，岛式站台设计，站台宽12米。结构全长223米，采用明挖法施工。设置2个出入口。
| 地面层          | 出入口                       | A－D出入口                       |
| 地下一层 站厅层 | 站厅                         | 客务中心、自动售票机、进出站闸机 |
| 地下二层 站台层 |                              | █ 14号线往张郭庄（朝阳公园）     |
| 地下二层 站台层 | 岛式站台，左側開门           |                                  |
| 地下二层 站台层 | █ 14号线往善各庄（东风北桥） |                                  |

## 出入口
|                       |                    |                                                      |      |            |
| 编号                  | 指示               | 建议前往的目的地                                     | 照片 | 无障碍设施 |
| 出口 · A · 升降机标志 | 朝阳公园路（东侧） | SOLANA蓝色港湾、北京市第八十中学枣营分校、枣营幼儿园 |      |            |
| 出口 · D              | 朝阳公园路（东侧） | 朝阳公园西门、国际艺术与科学学校                     |      | 不適用     |
| 註： 設有             |                    |                                                      |      |            |